# Naryn (Fluss)
Der Naryn (kirgisisch Нарын; usbekisch Norin; russisch Нарын) ist ein 534 km (einschl. Quellfluss Kleiner Naryn 678 km) langer Fluss in Zentralasien und ist der rechte Quellfluss des Syrdarja.
Er ist einer der größten bzw. längsten Flüsse im kirgisischen Teil des Tianshan-Gebirges, das er in westliche Richtungen durchfließt, und der insgesamt wasserreichste Fluss des Landes. Der Wasserstand ist im Mai bis September am höchsten und sinkt im November bis Dezember ab.
Der Naryn entsteht am Zusammenfluss seiner beiden Quellflüsse, Großer Naryn und Kleiner Naryn, im Oblus Yssyk-Köl in der Hochgebirgswelt südlich des großen Natursees Yssyk-Köl. Ohne diesen See zu erreichen bzw. zu durchfließen steuert sein Wasser über Naryn in Richtung Westen unter anderem durch den Toktogul-Stausee und erreicht etwas weiter südwestlich Usbekistan, wo er im äußerst weitläufigen Ferghanatal unweit von Namangan durch den Zusammenfluss mit dem Qoradaryo (Kara-Daryja) die Syrdarja bildet.
Der Naryn, der pro Jahr durchschnittlich 13,7 km³ Abflussmenge aufweist, wird insgesamt sechs Mal für Bewässerungszwecke und zur Energiegewinnung aufgestaut. Der größte Stausee ist der oben erwähnte Toktogul-Stausee, der sich bei Toktogul befindet. Die Kambaratinsker Talsperre mit einem geplanten Speichervolumen von 4,65 Mrd. m³ ist in Bau und soll eine Höhe von 255 m erreichen. Der Naryn ist im Süden Kirgistans auch eine wichtige Trinkwasserquelle. Vor allem in Usbekistan, aber auch in Kirgisistan, wird das Wasser aus den Stauseen für die Landwirtschaft verwendet. Obwohl die Stauseen in Kirgisistan liegen, wird das Wasser hauptsächlich in Usbekistan genutzt, was häufiger für Anfeindungen zwischen den beiden Staaten sorgt.
Aus dem Naryn werden in der Nähe der Stadt Uchqoʻrgʻon der Große und der Nördliche Ferghanakanal als Bewässerungskanäle abgeleitet.

## Wasserkraftwerke und Stauseen
Flussabwärts gesehen wird der Naryn durch die folgenden Wasserkraftwerke aufgestaut:
| Talsperre    | Betreiber | Max. Leistung (MW) | Status     | Stausee      | Oberfläche (km²) | Volumen (Mio. m³) |
| ------------ | --------- | ------------------ | ---------- | ------------ | ---------------- | ----------------- |
| Kambar-Ata 1 |           | 2.300              | geplant    | Kambar-Ata   |                  | 4.560             |
| Kambar-Ata 2 |           | 360                | in Betrieb | Kambar-Ata   |                  | 70                |
| Toktogul     |           | 1.200              | in Betrieb | Toktogul     | 284,3            | 19.500            |
| Kurpsai      |           | 800                | in Betrieb | Kurpsai      | 12,2             | 370               |
| Tasch-Kömür  |           | 450                | in Betrieb | Tasch-Kömür  |                  | 140               |
| Schamaldysai |           | 240                | in Betrieb | Schamaldysai |                  | 41                |
| Utschkorgon  |           | 180                | in Betrieb | Utschkorgon  |                  | 52,5              |